# Abbaye Saint-Mesmin de Micy
L'abbaye Saint-Mesmin de Micy était une abbaye bénédictine située sur l'actuel territoire de la commune de Saint-Pryvé-Saint-Mesmin dans le département du Loiret et la région Centre-Val de Loire.
Le lieu accueille une communauté de carmélites depuis 1939.

## Historique

### Première période
D'après la Vie de saint Maximin écrite au IXe siècle par le moine Létald de Micy, saint Euspice, archiprêtre de Verdun, alla au-devant de Clovis qui était venu dans la ville pour la châtier de s'être révoltée. Saint Euspice ayant obtenu le pardon royal, le roi se l'attacha ainsi que son neveu saint Mesmin l'ancien, ou saint Maximin. En 508, saint Euspice cherchant un lieu de retraite trouva près d'Orléans, au confluent de la Loire et du Loiret, une villa royale inoccupée appelée Micy. Il reçut le domaine de Micy de Clovis afin d'y établir un monastère. Le roi y ajouta d'autres domaines et un terrain à l'intérieur des remparts d'Orléans, appelé Alleu de Saint-Mesmin, pour servir de refuge en cas de troubles. Les diplômes de donation attribués à Clovis sont des faux.
Saint Euspice mourut le 10 juin 510 et fut enterré à Orléans à côté de saint Aignan dans l'église Saint-Pierre-aux-Bœufs, devenue la basilique Saint-Aignan. Saint Mesmin prit alors la direction du monastère. Fraimbault de Lassay y entre en 518, il y sera ordonné prêtre.
Le monastère a été construit par les moines à l'intérieur d'une enceinte, comprenant des cellules de cénobites et deux grands édifices, l'église dédiée à saint Étienne et un bâtiment destiné aux exercices de la vie commune.
Les moines de l'abbaye Saint-Mesmin de Micy sont sans doute les premiers à développer la culture du vin d'Orléans et ce, dès le début du VIe siècle.
Saint Mesmin l'ancien meurt le 15 décembre 520 et est enterré dans l'actuelle grotte du dragon de Béraire (sise à La Chapelle-Saint-Mesmin), cavité naturelle, sur la rive opposée, dans laquelle il aimait venir se recueillir. Parmi les trente moines qui ont vécu au monastère et qui sont inscrits dans son ménologe depuis le début de l'existence de l'établissement, Jean Mabillon en a noté vingt-six reconnus saints par l'Église : saint Mesmin l'Ancien, saint Mesmin le Jeune, saint Euspice, saint Avit, saint Théodemir, saint Doulchard, saint Lyé, saint Fraimbault, saint Urbice, saint Sénard, saint Amatre, saint Calais, saint Pavas, saint Viatre, les deux saints Léonard, saint Rigomer, saint Liphard, saint Dié, saint Eusice, saint Almire, saint Ulphace, saint Romer, saint Ernée, saint Front, saint Gault, saint Brice et Saint Viatre. Ces saints moines ont majoritairement été envoyés en mission dans l'évêché du Mans à la demande de saint Innocent afin de christianiser les campagnes isolées comme le Passais.
Dans ces premiers temps, la règle suivie par ces cénobites était celle des ermites d'Orient qu'observaient les disciples de saint Antoine et de saint Basile. Ces règles avaient été apportées en Occident par Jean Cassien et saint Martin.
Après la mort du cinquième abbé, saint Mesmin le Jeune vers la fin de l'année 593, on ne connaît aucun abbé pendant près de deux cents ans. Mais l'abbaye n'a pas disparue puisqu'on a conservé des documents sur des donations qui lui sont faites par Dagobert Ier et Thierry III. Les corps de saint Mesmin l'Ancien, saint Théodemir et saint Mesmin le Jeune furent transportés dans un oratoire à l'intérieur d'Orléans vers 675.

### Deuxième période
En 788, Charlemagne nomme Théodulfe évêque d'Orléans, abbé de Fleury-Saint-Benoît, abbé de Micy, abbé de Saint-Aignan d'Orléans et de Saint-Liphard de Meung-sur-Loire. Théodulfe n'a pas été abbé régulier de Micy mais abbé bénéficiaire. Constatant l'état de l'abbaye, il a entrepris de la relever en introduisant la règle bénédictine. Pour introduire la règle, il demanda à Benoît d'Aniane des moines pour l'enseigner. Douze moines sous la conduite d'un supérieur, peut-être Dructesinde, furent envoyés à l'abbaye de Micy.
En 1374, une bande de brigands venue de Bretagne, après s'être emparée du pont de Beaugency, occupe pendant quelque temps l'abbaye de Micy.
En 1380, l'abbaye obtient de la royauté le droit permanent de percevoir un péage de droit de salage au passage des bateaux salins à la remonte. Cette taxe, d'abord levée en nature et correspondant à une mesure de sel, sera remplacée à partir de 1546 par un règlement en monnaie. Elle sera confirmée par le conseil du roi en 1586 puis finalement supprimée en 1631 avec une trentaine d'autres péages sur eau.

### Troisième période
Au cours du XVIe, les moines ayant installé sur le Loiret en amont du  pont de Saint-Mesmin, de nombreux moulins flottants afin de moudre leurs farines, empêchent ainsi la navigation d'évoluer sur cette partie de cet affluent de la Loire. Afin de permettre à la batellerie de l'emprunter, notamment à partir de son embouchure avec la Loire, et de pouvoir favoriser ainsi le développement du commerce, la Communauté des marchands fréquentant la rivière de Loire et fleuves descendants en icelle décide d'engager des négociations avec l'abbé de Micy Hippolyte d'Este. Même si les moines considèrent la rivière du Loiret comme leur propriété, un accord est finalement conclu entre les deux parties, le 14 janvier 1571, permettant la navigation depuis la bouche d'icelle rivière jusqu'à la chaussée des Cinq-Moulins à condition que les marchands  ne puissent contraindre les moines à baliser, ni à faire hausserées d'une largeur dépassant six pieds [...].
François III de La Rochefoucauld, évêque de Clermont, reçoit l'abbaye de Micy en 1598. Il entreprend de terminer la restauration des bâtiments en 1606. Les moines bénédictins de l'abbaye étaient critiqués pour leur conduite. Aussi l'abbé décida de les expulser de leur abbaye et de placer à leur place des moines de la congrégation des Cisterciens réformés, appelés Feuillants. Cette congrégation avait été créée en 1583 au monastère des Feuillants de Toulouse. Il obtint l'accord du pape Paul V après avoir été à Rome en 1607 quand il a été nommé cardinal. Le pape envoya un bref en ce sens à l'évêque d'Orléans, Gabriel de L'Aubespine, le 12 octobre 1607. Après une période de contestation par les moines bénédictins de l'abbaye sommés de la quitter, les Feuillants furent solennellement installés le 10 décembre 1608.
En 1790, les moines furent expulsés, les bâtiments vendus puis démolis.
Aujourd'hui il ne reste plus rien de l'abbaye.
Selon les abbés Patron et Jarossay, une crypte située sous l'abbaye, très fréquentée par les pèlerins après sa mort au VIe, avait été consacrée à sainte Mesme ou  sainte Memme, la sœur de Mesmin le Jeune (5e abbé de Micy). Cette crypte a subsisté jusqu'à la crue de 1856,.
| Blason des religieux Feuillants de Saint-Mesmin | Les armes des religieux Feuillants de Saint-Mesmin se blasonnent ainsi : D'azur, à la vierge à l'enfant d'or. |

### Carmel d'Orléans
En 1939, le Carmel d'Orléans fondé en 1617, est transféré et s'installe 18, rue Claude-Joliot, sur l'ancien site de l'abbaye de Micy.

## La croix de Micy

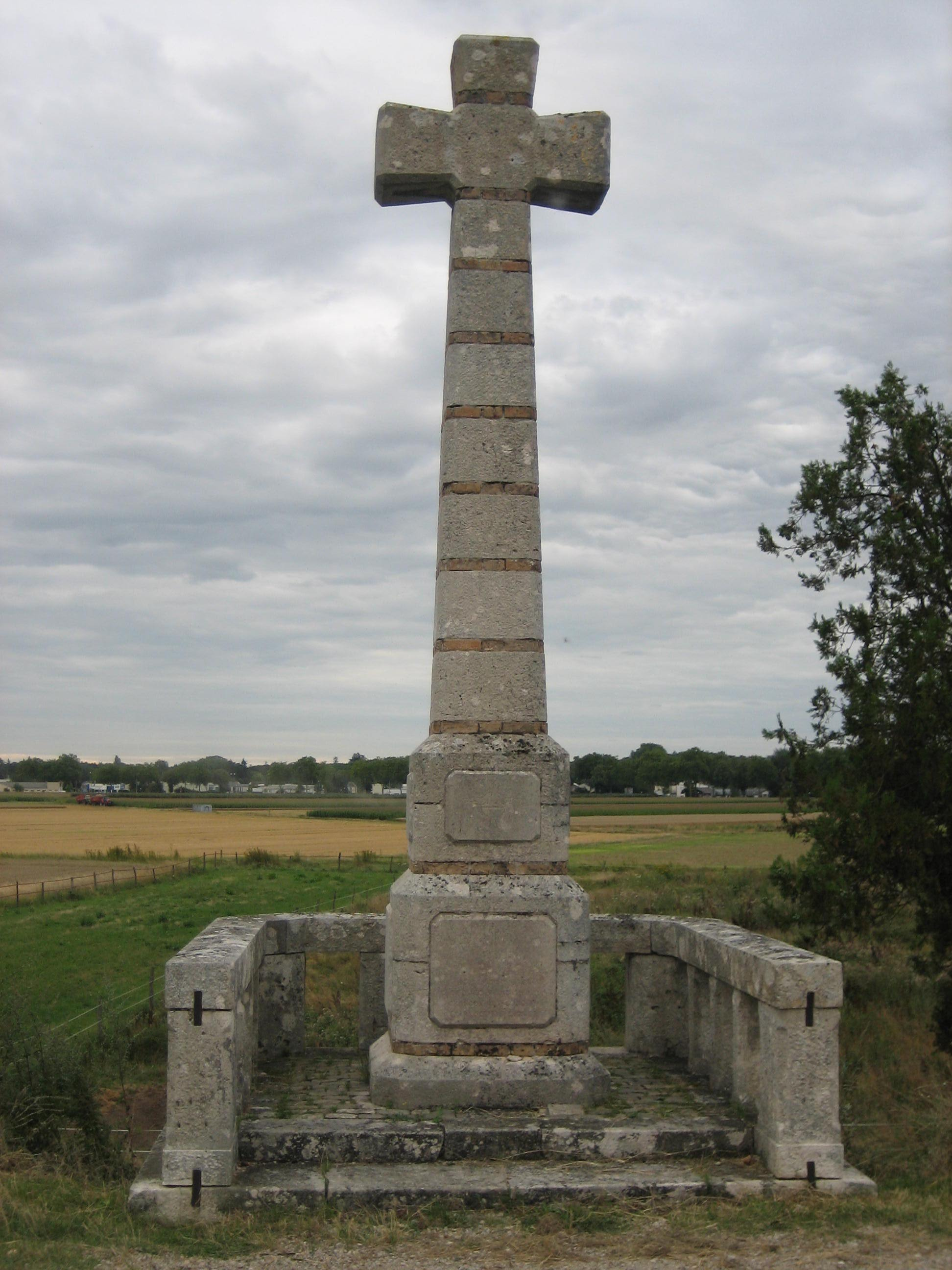
La croix de Micy.

À Saint-Pryvé-Saint-Mesmin subsiste la croix de Micy, croix de 10 mètres de haut de la base au sommet qui fut construite en 1858 avec les dernières pierres des restes de l'abbaye. Elle est située dans l'enceinte même  des dépendances de l'ancien monastère.
Ses plans ont été dessinés et les travaux dirigés par Alexandre Collin, l'ingénieur à l'origine de la réhabilitation de la grotte du dragon de Béraire.
Le socle de la croix porte l'inscription suivante : « Je m'élève sur les ruines du monastère de Micy fondé sous Clovis Ier, chrétien, roi des francs, l'an du seigneur 1858, Pie IX étant pontife suprême, Napoléon III empereur. Félix Dupanloup, évêque d'Orléans, dédiait ce monument à la mémoire vénérée des Saints Euspice et Mesmin, fondateurs de l'abbaye de Micy ».

## Objets
La base Enluminures du ministère de la Culture fait état d'une bible du deuxième tiers du XIIIe siècle, de deux missels du  XIIe et du milieu du XIIIe siècle et d'un bréviaire du début du XVIIe siècle à l'usage de l'abbaye Saint-Mesmin de Micy.